# Fuxian si
Fuxian si – (chiń. 大福先寺, pinyin Dà Fúxiān sì, pol. Wielki klasztor Pierwszego szczęścia) – jeden z najważniejszych klasztorów dla wczesnego buddyzmu chińskiego, znajdujący się w Luoyangu w prowincji Henan. Znany także pod nazwą Da Fuxian, (Da) Taiyuan i Weiguo. Luoyang czasem nazywany był Dongdu (chin. 東都, Wschodnia Stolica), a następnie Shendu (chin.神都, Boska Stolica). Powstało w nim kilka ważnych projektów translatorskich. Obecnie nieistniejący.

## Historia klasztoru

### Klasztor książęcy, 675-690
Klasztor ten został wybudowany w Luoyangu w 675 r. i otrzymał nazwę Taiyuan (chin. 太原寺, pinyin Tàiyuán sì, pol. klasztor Wielkiego Początku). Powstanie klasztoru jest związane z działalnością cesarzowej Wu Zetian pochodzącej z dynastii Zhao. Ich państwo posiadało dwie stolice: wschodnią – Luoyang i zachodnią – Chang’an. Dynastia ta panowała do 3 marca 705 r., kiedy to władzę odzyskała dynastia Tang.
12 sierpnia 670 r. zmarła matka Wu Zetian i cesarzowa postanowiła wybudować w Chang’anie klasztor ku czci swojej matki, pani Rongguo (榮國 579–670), który otrzymał nazwę Taiyuan, gdyż był to pośmiertny arystokratyczny tytuł jej rodziców. Miał on charakter "książęcy" czyli "państwowy" – guosi (chin. 國寺). Powstał z przekształconego w klasztor domu matki cesarzowej pomiędzy 9 listopada 670 a 14 lutego 671 r. (koniec pierwszego roku okresu xiangheng.
Jednak ponieważ drugą stolicą był Luoyang, w kilka lat później został tam wybudowany klasztor także nazwany Taiyuan. Informuje o tym tekst Tang huiyao, w którym czytamy: "Rezydencja pani Young, matki cesarzowej Wu, w drugim roku shangyuan [1 lutego 675 – 20 stycznia 676] została wzniesiona jako klasztor Taiyuan". Wtedy dwór cesarski znajdował się w Luoyangu, gdyż przybył do wschodniej stolicy 25 grudnia 674 r. i pozostał w niej przez 16 miesięcy do 10 maja 676 r.. Aby go odróżnić od odpowiednika z Chang’anu, był nazywany Dong (chin. 東) Taiyuan si, czyli Wschodnim klasztorem Taiyuan.
Prawdopodobnie w 676 r. przybył do Luoyangu hinduski mnich Diwakara (skr. Divākara, chin. Dipoheluo) związany ze szkołą jogaczary (chin. Faxiang). Czwartego roku, piątego miesiąca yifeng (14 czerwca - 12 lipca 679 r.) przedstawił petycję, w której prosił o zgodę na przetłumaczenie pism, które przyniósł z Indii. Został wydany edykt zezwalający na tłumaczenie tekstów w klasztorze Taiyuan i Diwakara przetłumaczył cztery teksty, które zostały opublikowane w tym klasztorze w lutym lub marcu 680 r.. Pod koniec 680 r. Diwakara przeniósł się za dworem cesarskim, który opuścił Luoyang, do Chang’anu. I tam przebywał w klasztorze Hongfu do 685 r., chociaż dwór w 682 r. powrócił do Luoyangu. W 685 r. przybył do Luoyangu i złożył prośbę o zgodę na powrót do Indii. W oczekiwaniu na odpowiedź, przetłumaczył w Taiyuan kolejny tekst Buddhoṣṇīṣavijayā dhāraṇī sūtra. Diwakara nie doczekał odpowiedzi, zmarł 4 lutego 688 r. 
Ponieważ wydano aż cesarski edykt dla Diwakary, klasztor ten musiał być bardzo ważny. Jeśli chodzi o prace translatorskie dorównał tak znanym klasztorom z Chang’anu jak Hongfu (chin. 弘福寺) i Ci’en (chin. 慈恩寺).
W tekście być może z 685 r. wymieniono 10 mnichów, z których Faming (chin. 法明), Chuyi (chin. 處一) i Huiyan (chin. 惠儼) byli opatami tego klasztoru. Inni mnisi to: Huileng (chin. 慧稜), Xinggan (chin. 行感), Degan (chin. 徳感), Zhijing (chin. 知靜), Xuangui (chin. 玄軌) i Xuanzheng (chin. 宣政). Wymieniono ich w biografii mnicha Huaiyi (chin. 懷義, zm. 695) zawartej w Starej historii Tangów. Faming, Chuyi i Huiyan byli blisko związani z trzecim patriarchą wielkiej buddyjskiej szkoły huayan – Fazangiem.  
19 lutego 687 r. nazwa klasztoru została zmieniona na (Dong) Weiguo [chin. 魏國寺, pinyin Wèiguósì, pol. (Wschodni) klasztor Państwa Wei]. 16 października 690 r. Wu Zetian ustanowiła własną dynastię Zhou, zatem postanowiła nazwać klasztor Dazhou (xi)si (Zachodni klasztor wielkiej [dynastii] Zhou). Jednak zanim doszło do proklamowania nowej dynastii, a tym samym przyjęcia oficjalnie tej nowej nazwy, 23 grudnia 689 r. (lub 9 stycznia 690 r.) klasztor został nazwany Chongfu. 21 lutego 705 r., gdy została przywrócona dynastia Tangów, klasztor powrócił do nazwy Dazhou.
Pomiędzy 4 lutego 688 r. a 26 stycznia 689 r. przybył do klasztoru z Chotanu Dewendrapradźnia (skr. Devendraprajña) przynosząc ponad sto buddyjskich tekstów w sanskrycie. Dla ważnego klasztoru zamiana indyjskiego mistrza buddyjskiego na pochodzącego z peryferii świata buddyjskiego nie była zbyt prestiżowa. Dlatego klasztor oczekiwał na lepszy substytut za Diwakarę. W ciągu pobytu Dewendrapradźni w Weiguo si przetłumaczono sześć stosunkowo krótkich tekstów. Jednak poważniejsze plany zostały przerwane przez jego śmierć w 690 lub 691 r. Mimo tego pobyt Dewendrapradźni w klasztorze był bardzo owocny dla mnichów, którzy byli naturalnymi sprzymierzeńcami Wu Zetian. Była to okazja do filozoficznych i religijnych spotkań dyskusyjnych dla wybitnych osobowości buddyjskich z Chang’anu i Luoyangu. Owe spotkania wykorzystywano także jako świetny materiał propagandowy dla wspierania władczyni. Źródła wspominają o dwunastu współpracownikach Dewendrapradźni, z których część była mnichami tego klasztoru, w tym wymienieni powyżej Faming, Chuyi i Huiyan.
Mniej więcej w tym samym czasie przebywali w tym klasztorze dwaj mnisi, którzy byli ważnymi mistrzami z Północnej szkoły chan - Du Fei i Laoshan Yifu. O pobycie Yifu w klasztorze Weiguo dowiedzieć się można z pogrzebowego tekstu napisanego przez Yana Tingzhi (chin. 嚴挺之, 673–742) w 736 r. Yifu studiował w nim mahajanistyczne sutry i komentarze.
Klasztor miał zapewne dość bliskie kontakty z klasztorem Shaolin, gdyż poza Yifu, również mnich Renjian (chin. 仁儉) miał związki z Shaolinem, w roku 695 (lub 696) był uczniem Huiana (chin. 慧安, 582–709) z Shaolinu. W roku 700 (lub 701) opat Shaolinu zażądał, aby zwrócono Shaolinowi wyobrażenia shenwang (chin. 神王), które znajdowały się w Weiguo si.
Mnich Du Fei poradził Yifu, aby ten udał się na studia do mistrza Luzhou Faru z klasztoru Shaolin. Jednak gdy Yifu dotarł na miejsce okazało się, że mistrz Faru przedwcześnie zmarł 15 sierpnia 689 r. Mistrz Faru był dla dworu cesarskiego ważną postacią, zwłaszcza, że nauczał w prestiżowym klasztorze Shaolin. Jest również jasne, że Wu Zetian pragnęła ustanowić bliskie relacje między słynnym klasztorem a Taiyuan/Weiguo, szczególnie dlatego, iż zbliżała się jej rewolucja z 690 r., czyli przejęcie przez nią władzy (co stało się 18 sierpnia). Prawdopodobnie przyczyną wysłania Yifu (a być może i Songshana Puji) do Faru, była chęć włączenia jej klasztoru do prawomocnej linii przekazu chan mistrza Faru z Shaolinu. Nieoczekiwana śmierć mistrza Faru pokrzyżowała te plany. Dlatego też zamiast Faru musiano zainteresować się mistrzem Shenxiu. Tak więc śmierć Faru otworzyła drogę do kariery i sukcesu mistrza chan Shenxiu.    
Wspomniany już mnich Faming pochodził z Jingzhou (荊州), gdzie znajdował się Yuquan, klasztor Yuquana Shenxiu, założyciela Północnej szkoły chan. To, że Yifu praktykował u Shenxiu z pewnością wyniknęło z działań Faminga. Faming zapewne spowodował również wizytę Shenxiu na dworze cesarskim w Luoyangu w roku 701 (lub 702). Yifu towarzyszył wtedy mistrzowi i w ogóle był szczególnym posłańcem Faminga. Również dzięki temu, że Yifu był związany z klasztorem Taiyuan/Weiguo jak i Shenxiu, asystował on cesarzowi w czasie jego wizyty w Luoyangu i w latach 725-727 mieszkał w tym klasztorze.

### Wielki Klasztor, klasztor dynastyczny, 690-705
Po proklamacji dynastii Zhou z 16 października 690 r. klasztor zmienił swój status. Z klasztoru książęcego, czyli zasadniczo prywatnego, stał się klasztorem dynastycznym. Jako taki był upoważniony do używania tytułu Wielkiego Klasztoru (chin. 大寺 dasi). Od tego momentu klasztor występuje pod dwoma nazwami: Da Zhou dong si (chin. 大周東寺, pol. Wschodni klasztor Wielkiej [Dynastii] Zhou) lub Da Fuxian si (chin. 大福先寺). Pierwsza nazwa nie ma żadnego związku z Wielkim Klasztorem, gdyż odnosi się do Wielkiej Dynastii Zhou. Natomiast nazwa druga już bezpośrednio jest związana z Wielkim Klasztorem.
Ponieważ przechowało się bardzo mało materiałów o klasztorze, dość trudno można wskazać mnichów, którzy nim kierowali. Wiadomo jednak, że "bliźniaczym" klasztorem w Chang’anie zarządzali mnisi będący uczniami Xuanzanga, a więc byli to mnisi mocno związani z tradycją jogaczary i zapewne podobnie było i w tym klasztorze.       
Ponieważ klasztor ten stał się najważniejszym klasztorem dynastycznym w całych Chinach, można by oczekiwać jego nadzwyczajnej aktywności, która potwierdziłaby jego nadrzędną rolę wśród monastycznych instytucji. Jednak działalność klasztoru pod każdym względem: translatorskim, wydawniczym itd. była skromna i nieciągła. Jeśli Dewendrapradźnia żył jeszcze w 691 r. być może prowadził swą działalność przekładową. Dopiero w jakiś czas po jego śmierci, bo w 692 lub 693 r., przybył do klasztoru mnich Dharmaruci z Południowych Indii. W 693 r. opublikował on w klasztorze siedem tłumaczeń. Potem przez siedem lat w klasztorze całkowicie zamarła działalność translatorska. Ponowne ożywienie translatorskie nastąpiło po pojawieniu się w klasztorze mnicha Yijinga. 27 maja 700 r. opublikował swoje pierwsze tłumaczenie dokonane w tym klasztorze, 5 lutego 701 r. opublikował dwa dalsze tłumaczenia, 28 października 701 r. - siedem, w 705 r. - trzy ostatnie. Również jego współpracownik Manicintana opublikował w tym samym roku trzy tłumaczenia, dwa z nich 21 lutego, czyli na dwa dni przed upadkiem Wu Zetian.
Również w innych sprawach klasztor cieszył się niskim autorytetem, o czym świadczy prośba opata Huichenga (慧澄) z 696 r., w której domaga się zniszczenia nakładu książki Laozi Huahu jing (老子化胡經, pol. Nawrócenia zachodnich cudzoziemców autorstwa Laozi) i jego żądanie nie zostaje uwzględnione. Wiadomo także, iż od 693 r., a więc gdy uległa zahamowaniu działalność translatorska w klasztorze Taiyuan/Weiguo, rozwinął działalność translatorską klasztor Foshouji (chin. 佛授記寺. pol. klasztor Proroctwa Buddy) także w Luoyangu. Było to o tyle dziwne, że był on związany z dynastią Tangów, chociaż z pewnością mnisi wspierali Wu Zetian.
Okazuje się, że niska aktywność klasztoru Taiyuan/Weiguo wynikała z tego, że miał to być klasztor wielki (chin. 大寺 dasi) jeśli chodzi o jego powierzchnię i liczbę mieszkających w nim mnichów. Prace budowlane w klasztorze na wielką skalę rozpoczęły się w 693 r. i dlatego zamarła w nim działalność translatorska, a w zastępstwie aktywność przekładową przejął klasztor Foshouji, który zresztą nosił wówczas nazwę Da Jing’ai (大敬愛寺). Również i pewna ilość mnichów została przeniesiona z Taiyuan/Weiguo do Jing’ai. Np. znany koreański mnich Wŏnch'ŭk (chin. 圓測 Yuance) (613–696) został przeniesiony 7 grudnia 695 r. i zmarł w Foshouji si 25 sierpnia 696 r. Mnich Fuli (復禮) pierwotnie z klasztoru Daxingshan (大興善寺) od 7 grudnia 695 r. był mnichem klasztoru Fuxian (a od 8 sierpnia 705 r. był opatem tego klasztoru). Podobnie było i z Yijingiem. Przybył on do Luoyangu w czerwcu lub lipcu 695 r. i zamieszkał w klasztorze Foshouji. A mimo tego na liście mnichów z 7 grudnia 695 r. jest on przyporządkowany klasztorowi Da Fuxian. Również i wspomniany powyżej tłumacz Manicintana na tej samej liście występuje jako mnich z Da Fuxian si, chociaż przebywał od przybycia do Luoyangu w 693 r. w Tiangong si (天宮寺).
Prace budowlane w klasztorze trwały zapewne do 700 r., gdyż 27 maja 700 r. Yijing ukończył swoje tłumaczenie już w Da Fuxian si. Nie przypadkiem ostatnie tłumaczenie sygnowane przez klasztor Foshouji nosi datę 1 października 700 r. Było to tłumaczenie Bukong juansuo tuoluoni jing (chin. 不空羂索陀羅尼經, pol. Sutra dharani Amoghapaszy Awalokiteśwary) dokonane przez Li Wuchana (李無諂) (zm. 705 r.). Tezę o pracach budowlanych w klasztorze i ich zakończeniu w 700 r. wspiera także żądanie opata klasztoru Shaolin z pierwszego roku okresu jiushi (27 maja 700-14 lutego 701) zwrotu wyobrażeń buddyjskich shenwang (神王) wypożyczonych klasztorowi Da Fuxian, gdyż ten klasztor miał już 15 wyobrażeń shenwang. Zapewne więc te shenwang z Shaolinu zostały pożyczone jako modelowe wyobrażenia dla wykonywanych w Da Fuxian si, chociaż oczywiście mogły być pożyczone i z innych przyczyn. Być może są to te same shenwang, które wystawiano w pałacu cesarskim od 22 kwietnia 692 r. z okazji nowego imienia panowania (ery, okresu) ruyi (如意).
W tekście Henan tongzhi (河南通志), do którego wstęp pochodzi z 1731 r. znajduje się informacja, że Fuxian si został wybudowany w pierwszym roku shenlong, czyli w 705. Podniosły się głosy protestu, że informacja jest nieprawdziwa. Jednak prawdopodobnie ta informacja określała datę całkowitego ukończenia rozbudowy klasztoru (czyli wybudowania nowej stupy), która trwała zapewne do samego końca panowania Wu Zetian. Może to dawać jakieś pojęcie o olbrzymiej skali powstałego klasztoru, który z pewnością przekraczał wielkością inne "Wielkie Klasztory", chociaż zapewne był inaczej zaplanowany i zaaranżowany, skoro podobno był wzorowany na klasztorze-uniwersytecie w Nalandzie.

### Dalsze losy klasztoru
Klasztor Da Fuxian został paradoksalnie ukończony w chwili upadku dynastii Zhou i cesarzowej Wu Zetian. Był on prawdopodobnie najwspanialszą monastyczną instytucją w Chinach i gospodarzem najważniejszego uniwersytetu buddyjskiego Chin. Z chwilą upadku dynastii Zhou zaczęły się problemy klasztoru, gdyż został wybudowany przez kobietę, która obaliła władzę Tangów. Klasztor przez jakiś czas potrafił zachować swoją wielkość i dobrą opinię. Dlatego też, gdy do Chin przybyli w 733 r. japońscy mnisi z Kōfuku-ji (興福寺) Eiei (榮叡) i Fushō (普照), to na studia udali się właśnie do klasztoru Da Fuxian. Fushō po powrocie do Japonii zaprosił do tego kraju Daoxuana. 
Pei Du (裴度, 764–839) regent Luoyang, odrestaurował klasztor w czasie swojego urzędowania.
Obecnie klasztor ten nie istnieje. Został całkowicie zniszczony w czasie wielkiej powodzi spowodowanej przez rzekę Luo w erze tianqi (天啟, lata 1621-1627) czyli w okresie panowania dynastii Ming. Po ustąpieniu powodzi okoliczni mieszkańcy zebrali pozostałości i wybudowali z nich klasztor znajdujący się kilka mil na północ od oryginalnego miejsca.
W wiosce Tangsimen (唐寺門) na wschodnim przedmieściu Luoyangu znajduje się miejsce po dawnym klasztorze; nosi ono nazwę Gutang si (古唐寺, Stary klasztor Tangów). Znajdują się tam resztki zniszczonych budynków klasztoru. Na terenie po byłym klasztorze pracuje włoska ekipa archeologiczna. W 2002 r. pojawiła się nowa brama z napisem Da Fuxian si.

## Mnisi związani z klasztorem
- Diwakara (skr. Divākara, 613-688) w latach 676-679
- Faming, ok. 685
- Chuyi, ok. 685
- Huiyan, ok. 685
- Dufei, przed 15 sierpnia 689
- Laoshan Yifu, przed 15 sierpnia 689
- mistrz chan Cheng, przed 690
- Dewendrapradźnia (skr. Devendraprajña, zm. 691)
- Fazang (637–714), 22 kwietnia – 22 października 692, 7 grudnia 695
- Xuansi (玄嗣), 24 marca 693
- Dharmaruci/Bodhiruci, 7 października 693
- Manicintana, koniec 693, 7 grudnia 695; jako Baosiwei 寶思惟, 28 października 701
- Bolun 波崙, 7 grudnia 695
- Fuli 復禮, 7 grudnia 695, 5 listopada 699
- Yijing 義淨, 7 grudnia 695, 5 listopada 699, 28 października 701
- Wŏnch'ŭk (Yuance) 圓測, 7 grudnia 695
- Daoxiong 道敻, 7 grudnia 695
- Xuantai 玄泰, 7 grudnia 695
- Shenyan 審言, 7 grudnia 695
- Huaiyan 懷琰, 7 grudnia 695
- Cixun 慈訓, 7 grudnia 695
- Huaigan 懷感, 7 grudnia 695
- Yikong 義空, 7 grudnia 695
- Wudeng 無等, 7 grudnia 695
- Huaidao 懷道, 7 grudnia 695
- Chengxing 澄性, 7 grudnia 695
- Yanwang 彦汪, 7 grudnia 695
- Huijue 惠覺, 7 grudnia 695
- Zhengsui 貞邃, 7 grudnia 695
- Huizheng 惠貞, 7 grudnia 695
- Daizhen 待眞, 7 grudnia 695
- Huiyi 會一, 7 grudnia 695
- Xuanta 玄沓, 7 grudnia 695
- Huiyou 慧猷, 7 grudnia 695
- Xidao 晞道, 7 grudnia 695
- Chongyan 崇彦, 7 grudnia 695
- Renjian 仁儉, 22 października 695 – 11 stycznia 696
- Cixun 慈訓, 28 października 701
- Sŭngjang (Shengzhuang) 勝莊, 28 października 701, 17 listopada 703
- Shilimoduo 尸利末多 (Śrīmata), 28 października 701

## Zarząd klasztoru
- sizhu (寺主, pol. kierownik świątyni [czasem świecki]):

Huicheng 慧澄 od ok. 690 do 695; Faming 法明 od 699 do 704; Fuli 復禮 od 704 do 705 (może dłużej)
- shangzuo (上座, starszy, sthavira, opat):

Faming 法明 od ok. 685 do 695; Bolun 波崙 od 699 do 703; Fazang 法藏 od 703 do 712
- duweina (都維那):

Chuyi 處一 i Huiyan 惠儼 od 685 do 693; Huiyan 惠儼 i Chongye 崇業 695; Huiyan 惠儼 od 699 do 701; Cixun 慈訓 703)